# جی چاتاوی
جی چاتاوی (انگلیسی: Jay Chattaway؛ زادهٔ ۸ ژوئیهٔ ۱۹۴۶) یک آهنگساز موسیقی فیلم و تلویزیون اهل ایالات متحده آمریکا است. او عمدتاً جهت کارهای خود برای چند قسمت از مجموعهٔ تلویزیونی پیشتازان فضا، همچون پیشتازان فضا: نسل بعدی و پیشتازان فضا: انترپرایز شناخته شده است.
چاتاوی در مونانگاهلا به‌دنیا آمد و در رشتهٔ موسیقی دانشگاه ویرجینیای غربی تحصیل کرد.